# Edificio Ingraham
Edificio Ingraham (en inglés: Ingraham Building) es un edificio histórico ubicado en Miami, Florida.  Edificio Ingraham se encuentra inscrito  en el Registro Nacional de Lugares Históricos desde el 4 de enero de 1989. Forma parte del Downtown Miami MRA. 

## Ubicación
Edificio Ingraham se encuentra dentro del condado de Miami-Dade en las coordenadas 25°46′23″N 80°11′25″O / 25.773056, -80.190278.